# Orfeo descuartizado por las Ménades
Orfeo descuartizado por las Ménades  (en el original en francés, Orphée dépecé par les Ménades o, más brevemente, Orphée dépecé) es una pintura creada por el pintor franco-suizo Félix Vallotton en 1914. Este óleo sobre lienzo representa a Orfeo siendo despedazado vivo por las Ménades. La obra se conserva en el Museo de Arte e Historia de Ginebra, Suiza.

## Descripción
La pintura representa la sangrienta muerte de Orfeo, músico y poeta de la mitología griega. Tras perder a su esposa Eurídice, el poeta tracio se desesperó y prometió que nunca amaría a ninguna otra mujer. Según Virgilio (Geórgicas, libro IV), las Ménades, seguidoras del dios Dioniso, estaban furiosas con él porque algunas aspiraban a unirse a él, sin que éste perdiera su lealtad hacia Eurídice, mientras que según Ovidio (Metamorfosis, libro XI) la causa habría sido el amor homoerótico de Orfeo, que habría atraído a sus maridos. En ambas versiones, las bacantes deciden matar al músico y cantor mediante el esparagmo, es decir, el desmembramiento de un ser vivo con las manos desnudas típico de los ritos dionisíacos.
En un plano tan cercano que algunas de las desnudas figuras se salen en parte del encuadre, la obra representa ese momento: Orfeo se encuentra tendido en el suelo girado de espaldas, apedreado, mientras dos bacantes agachadas le clavan las uñas en la espalda profundamente, arrancando la carne. Otras mujeres en torno a él lo hieren con ramas espinosas o se disponen a arrojarle más piedras, algunas de las cuales están esparcidas por el suelo junto a él. Al fondo hay un paisaje campestre, montañoso. En el mismo museo ginebrino se conserva un estudio a lápiz de la escena en la que aparece también la lira del poeta, ausente en la composición final.
Se considera que la obra ilustra el sentimiento de Vallotton y otros contemporáneos ante la emancipación femenina que se afirmaba en esos años. Pertenece a un conjunto de cuadros antifeministas realizados por el pintor en los primeros años del siglo XX, como El odio de 1908: si en ese las dos figuras igualmente desnudas representaban el choque implacable entre los dos sexos, el descuartizamiento de Orfeo por parte de las salvajes seguidoras de Dioniso, cegadas por la furia del rito báquico, toma un cariz mucho más violento.